# Kolbenhirsch

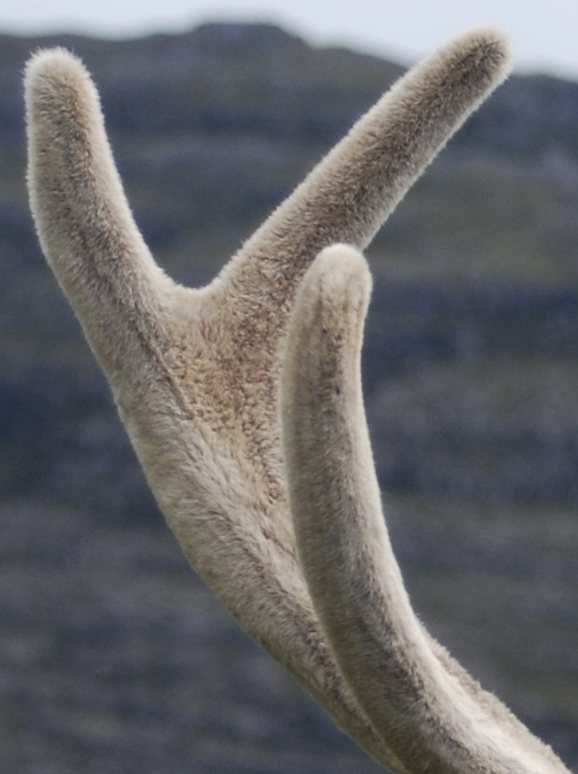
Neu gebildetes Geweih mit Basthaut

Als Kolbenhirsch wird in der Jägersprache ein Rothirsch bezeichnet, der während des Geweihwachstums in der Feistzeit ein mit einer behaarten, filzigen Haut (Bast) umschlossenes Geweih (Bastgeweih) trägt.
Der Zeitraum des Wachstums des Geweihes bis zum Fegen wird auch Kolbenzeit genannt. In dieser Feistzeit vor dem Verfegen seines Geweihes wird der Kolbenhirsch auch Feisthirsch genannt.